# Територія
Теритóрія (лат. territorium — область, територія; від terra — земля) — регіон (тере́н, край, земля тощо), обмежена частина земної поверхні в природних, державних, адміністративних або умовних межах: визначається протяжністю, як специфічним видом «просторового» ресурсу, площею, географічним розташуванням, природними умовами, господарською освоєністю. Територія є об'єктом конкретної діяльності.
Також: Адміністративна одиниця держави, яку тимчасово впроваджено в малорозвинених регіонах до часу, поки не буде відмічено економічного, демографічного та політичного зросту настільки, щоб можна було регіоном управляти так, як у зорганізованих розвинутих регіонах країни, як наприклад, у Канаді та Австралії.
Територія населеного пункту — сукупність земельних ділянок, які використовуються для розміщення об'єктів загального користування: парків, скверів, бульварів, вулиць, провулків, узвозів, проїздів, шляхів, площ, майданів, набережних, прибудинкових територій, пляжів, кладовищ, рекреаційних, оздоровчих, навчальних, спортивних, історико-культурних об'єктів, об'єктів промисловості, комунально-складських та інших об'єктів у межах населеного пункту.

## Території у міжнародному праві
За видами правового режиму території поділяються на 3 основні категорії:
- державна територія;
- міжнародна територія — відкрите море та повітряний простір над ним, Міжнародний район морського дна, Антарктика і космічний простір, включаючи Місяць та інші небесні тіла;
- територія зі змішаним режимом — прилегла зона, континентальний шельф, виключна (морська) економічна зона, міжнародні річки, міжнародні морські канали та міжнародні протоки.

## Території у містобудуванні
Планування територій — процес регулювання використання територій, який полягає у створенні та впровадженні містобудівної документації, ухваленні та реалізації відповідних рішень.
Детальний план території — містобудівна документація, яка розробляється для окремих районів, мікрорайонів, кварталів та районів реконструкції існуючої забудови населених пунктів.
Схема планування території — містобудівна документація, яка визначає принципові вирішення планування, забудови та іншого використання відповідних територій адміністративно-територіальних одиниць, їх окремих частин.
Генеральна схема планування території України — містобудівна документація, яка визначає концептуальні вирішення планування та використання території України.
Проєкт забудови територій — містобудівна документація|документація, що поєднує властивості містобудівної та проєктної документації, яка розробляється для будівництва комплексів будинків і споруд.